# Gail Carriger
Gail Carriger (ur. 4 maja 1976 w Bolinas w stanie Kalifornia) – amerykańska autorka fantastyki, tworząca głównie w nurcie steampunk, z wykształcenia archeolog. „Gail Carriger” jest pseudonimem literackim, prawdziwe nazwisko pisarki to Tofa Borregaard.

## Życiorys
Carriger uczęszczała do szkoły średniej Marin Academy w hrabstwie Marin w Kalifornii. Uzyskała stopień licencjacki w Oberlin College w stanie Ohio, następnie w roku 2000 stopień magistra nauk ścisłych w dziedzinie archeologii materiałowej (Archeological Materials) na angielskim University of Nottingham, a w roku 2008 kolejne magisterium, tym razem w dziedzinie nauk humanistycznych – z antropologii (specjalność: archeologia) na Uniwersytecie Kalifornijskim w Santa Cruz.

## Kariera literacka
Carriger zadebiutowała w roku 2009 powieścią Bezduszna, pierwszą z cyklu „Protektorat Parasola”. Akcja serii toczy się w alternatywnej wersji wiktoriańskiej Anglii, w której wampiry i wilkołaki są akceptowanymi członkami społeczeństwa, często należą do wyższych sfer. Główną bohaterką jest Alexia Tarabotti – kobieta nie posiadająca duszy. Bycie „bezduszną” sprawia, że nie działają na nią moce istot ponadnaturalnych. Debiutancka powieść przyniosła autorce nominacje do Nagrody im. Johna W. Campbella dla najlepszego nowego pisarza s-f, do Nagrody Comptona Crooka oraz do Nagrody Locusa za debiut. Książkę umieszczono również na liście rekomendowanych lektur magazynu „Locus”, a Amerykańskie Stowarzyszenie Bibliotek (American Library Associacion) nagrodziło ją Alex Award. Druga powieść z cyklu – Bezzmienna – ukazała się na początku roku 2010 i znalazła się na liście bestsellerów „New York Timesa”, podobnie jak i wydana we wrześniu tegoż roku trzecia pt. Bezgrzeszna. W 2011 roku wydano czwartą powieść z serii pt. Bezwzględna, a w 2012 ukazała się piąta – Timeless. Jako źródła inspiracji twórczej Carriger wymienia P.G. Wodehouse’a, Jane Austen, Charlesa Dickensa oraz wiktoriańskie dzienniki z podróży.
W 2012 wyszła adaptacja Bezdusznej w formie mangi (Soulless: The Manga, Vol. 1). W lutym 2013 wydana została powieść zatytułowana Etiquette & Espionage z nowego cyklu „Finishing School” osadzonego w tym samym świecie co „Protektorat Parasola”.
W Polsce wydano cztery pierwsze książki z cyklu „Protektorat Parasola” w tłumaczeniu Magdaleny Moltzan-Małkowskiej, w wydawnictwie Prószyński i S-ka.

## Twórczość

### CyklProtektorat Parasola
- Bezduszna (Soulless, wyd. w USA 2009 – Orbit Books, wyd. polskie 2011 – Prószyński i S-ka)
- Bezzmienna (Changeless, wyd. w USA 2010 – Orbit Books, wyd. polskie 2011 – Prószyński i S-ka)
- Bezgrzeszna (Blameless, wyd. w USA 2010 – Orbit Books, wyd. polskie 2011 – Prószyński i S-ka)
- Bezwzględna (Heartless, wyd. w USA 2011 – Orbit Books, wyd. polskie 2012 – Prószyński i S-ka)
- Timeless (wyd. w USA 2012, niewydana w Polsce)

### MangaProtektorat Parasola
- Soulless: The Manga, Vol. 1 (2012, Yen Press)
- Soulless: The Manga, Vol. 2 (2012, Yen Press)
- Soulless: The Manga, Vol. 3 (2013, Yen Press)

### CyklFinishing School
- Etiquette & Espionage (2013, Little, Brown Books for Young Readers)
- Curtsies & Conspiracies (2013, Hachette Little, Brown & Co)
- Waistcoats & Weaponry (2014)
- Manners & Mutiny (zapowiedziana na listopad 2015)

### CyklCustard Protocol
- Prudence (2015)
- Imprudence (2016)
- Competence (2018)

### Opowiadania
- „Marine Biology” (2010, w: The Mammoth Book of Paranormal Romance 2)

### Inne
- „Which Is Migthier, the Pen or the Parasol?” (2010, artykuł w antologii Steampunk II: Steampunk Reloaded)